# Schwingt freudig euch empor, BWV 36

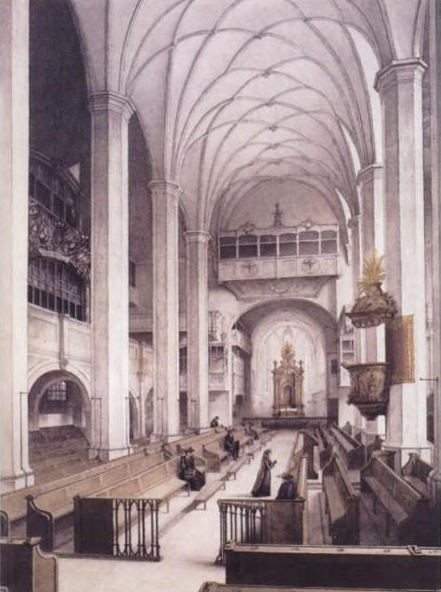
Església de Thomaskirche (Leipzig), lloc on es va estrenar l'obra.

Schwingt freudig euch empor, BWV 36 (Eleveu-vos amb joia fins als estels), és una cantata religiosa de Johann Sebastian Bach per al primer diumenge d'Advent, estrenada a Leipzig, el 2 de desembre de 1731.

## Origen i context
Aquesta és la cantata de la que es coneixen més versions, tres de profanes i dues de religioses, fet que fa pensar que Bach li tenia una especial predilecció. La primera versió, profana, és de l'any 1725 amb el mateix títol (BWV 36c) i amb text de Picander, composta en honor d'un professor universitari. L'any següent, el 1726, Bach n'utilitza la música per a una cantata per a l'aniversari de la princesa Charlotte Friederike Wilhelmmine, amb el títol Steigt freudig in die Luft (BWV 36 a).
Finalment, l'any 1735, en fa una nova reelaboració per a un altre aniversari, amb un text nou i el títol Die Freude reget sic (BWV 36b).
De la versió religiosa, se’n coneixen dues versions, la primera adaptada entre 1726 i 1730, consta de cinc números, i la de 1731, acceptada per la Societat Bach com a BWV 36 en conté vuit. El material musical comú a totes les versions és el cor inicial i les àries números 3, 5 i 7. Curiosament aquesta versió religiosa no té cap recitatiu, els quals han estat substituïts per variacions del coral típic del temps d'advent Nun komm der Heiden Heiland de Luter (1524). Per a aquest diumenge es conserven, a més, la BWV 61 i la BWV 162.

## Anàlisi
Obra escrita per a soprano, contralt, tenor, baix i cor; dos oboès d'amor, corda i baix continu. Consta de vuit números, dividits en dues parts.
Primera part 
1. Cor: Schwingt freuding euch empor (Eleveu-vos amb joia fins als estels)
2. Coral (soprano i contralt): Nun komm, der Heiden Heiland (Vine ja, Salvador dels Gentils)
3. Ària (tenor): Die Liebe zieht mit sanften Schritten (L'Amor guia amb dolces i suaus passes)
4. Coral: Zwingt die Saiten in Cythara (Feu sonar les cordes de la Cítara)

Segona part
1. Ària (baix): Willkommen, werter Schatz!  (Benvingut, preuat Tresor!)
2. Coral (tenor): Der du bist dem Vater gleich (Tu, que ets igual al Pare)
3. Ària (soprano): Auch mit gedämpften, schwachen Stimmen (Fins i tot amb veu suau i feble)
4. Coral: Lob sei Gott, dem Vater ton (Lloat sia Déu, el Pare)

El número inicial, en ser una paròdia d'una cantata profana, no elabora una melodia de coral, sinó que comença amb un cor exultant i festiu provinent de la versió profana però adaptat perfectament a la litúrgia del primer diumenge d'advent, en què l'evangeli narra l'entrada triomfal a Jerusalem de Jesús, (Mateu (21, 9-29). El número 2, un duo de soprano i tenor, reforçats cadascú per un oboè d'amor, presenta una variació del coral indicat; aquest coral se sent també en el número 6, propi de la versió religiosa, cantat pel tenor i en l'últim número de l'obra. El número 3, una ària típica da capo per a tenor i oboè d'amor, es lloa la imatge de Jesús com a espòs de l'ànima creient. En el coral número 4, s'utilitza la sisena estrofa de l'himne de Philipp Nicolai Wie schön leuchtet der Morgenstern que clou la primera part. En el número 5, ària de baix, s'aprofita la versió profana aplicada ara a la benvinguda exultant a Jesús. En conjunt, la versió definitiva d'aquesta cantata es caracteritza per l'alternança entre la joia i l'alegria dels desitjos de benvinguda a Jesús, expressats pel cor, les àries i el coral final de la primera part, i de la meditació profunda davant del misteri de l'encarnació de Crist, en les parts noves del coral. Té una durada aproximada d'una mitja hora.

## Discografia seleccionada
- J.S. Bach: Das Kantatenwerk. Sacred Cantatas Vol. 2. Nikolaus Harnoncourt, Wiener Sängerknaben & Chorus Viennensis, Hans Gillesberger (director del cor), Concentus Musicus Wien, Paul Esswood, Kurt Equiluz, Ruud van der Meer. (Teldec), 1994.
- J.S. Bach: The complete live recordings from the Bach Cantata Pilgrimage. CD 52: St. Maria im Kapitol, Köln; 3 de desembre de 2000. John Eliot Gardiner, Monteverdi Choir, English Baroque Soloists, Joanne Lunn, William Towers, Jan Kobow, Dietrich Henschel. (Soli Deo Gloria), 2013.
- J.S. Bach: Complete Cantatas Vol. 18 . Ton Koopman, Amsterdam Baroque Orchestra & Choir, Sandrine Bogna Bartosz, James Gilchrist, Klaus Merterns. (Challenge Classics), 2009.
- J.S. Bach: Cantatas Vol. 47. Masaaki Suzuki, Bach Collegium Japan, Hana Blazikova, Robin Blaze, Satoshi Mizukoshi, Peter Kooy. (BIS), 2010.
- J. S. Bach: Church Cantatas Vol. 12. Helmuth Rilling, Gächinger Kantorei, Bach-Collegium Stuttgart, Arleen Augér, Gabriele Schreckenbach, Peter Schreier, Walter Heldwein. (Hänssler), 1999.
- J.S. Bach: Cantatas for the Complete Liturgical Year Vol. 9. Sigiswald Kuijken, La Petite Bande. (Accent), 2009.
- J.S. Bach: Cantates pour Advent. Philippe Herreweghe, Orchestre du Collegium Vocale, Sbyla Rubens, Sarah Connolly, Christoph Prégardien, Peter Kooy. (Harmonia Mundi), 1996.